# Ikarus 212
Az Ikarus 212, (más néven: MAN CR160) az Ikarus gyár távolsági midibusza volt, amely lényegében az Ikarus 211-es magasabb komfortfokozatú változatának volt tervezve.

## Története
A típus fő méretei gyakorlatilag megegyeznek az Ikarus 211-esével, jelentős különbségként talán csak annyit lehet kiemelni, hogy a felfüggesztés eltéréségéből adódóan – 900 mm helyett – csak 875 mm volt a padlómagasság. A járművet Auberman Tibor tervezte és gyártásának első 10 évében jelentős változáson ment keresztül. A prototípus modell az 1975-ös BNV-n mutatkozott be, ekkor még ⅔ részben eltolható ablakokkal és alacsonyabb szélvédővel rendelkezett. A hátsó ajtó egyszerű lengőajtó volt, míg az első kétfelé, kifelé nyíló. A prototípus végül a vásár nagydíjával távozhatott. Az idő múlásával a jármű vonalai folyamatosan nyerték el végleges formájukat. Idővel dupla fényszórót, illetve két lengőajtót kapott.
Az amúgy is növelt komfortú autóbuszból hamar elkezdtek úgynevezett „Midilux” kivitelt is gyártani, amelyek kérésre:
- módosított, függőleges hátsólámpákkal rendelkeztek,
- fel voltak szerelve légkondicionálóval,
- sötétített ablakot kaptak,
- légrugóval voltak szerelve.

Az Ikarus szerződést kötött az MAN-nel, amely szerint a nyugatnémet cég értékesíthette a típust saját típusjel alatt (MAN CR160). Ez is az oka annak, hogy a típus főként az NSZK-ban terjedt el, ugyanakkor a MAN hálózatának köszönhetően eljutott a Skandináv országokba és Ciprusra is. Ugyanakkor meg kell jegyezni, hogy ezek a járművek általában magánkézbe kerültek, nem pedig közlekedési társaságokhoz. 
Magyarországon a modell főként minisztériumok és nagykövetségek kezébe került, majd az 1990-es évektől kezdve magánüzemeltetőkhöz. A típusból több még ma is járja az utakat.